# Sojuz T-4
Sojuz T-4 – radziecka czternasta załogowa misja kosmiczna na stację Salut 6 a zarazem piąta i ostatnia stała wyprawa (Salut 6 EO-5). Kod wywoławczy «Фотон» - (Foton).

## Załoga

### Start
- Władimir Kowalonok (3) – ZSRR
- Wiktor Sawinych (1) – ZSRR

### Dublerzy
- Wiaczesław Zudow (2) – ZSRR
- Borys Andriejew (1) – ZSRR

### Lądowanie
- Władimir Kowalonok (3) – ZSRR
- Wiktor Sawinych (1) – ZSRR

## Przebieg misji
Ostatnia załogowa misja na stacje orbitalną Salut 6 rozpoczęła się 12 marca 1981. Dzień później załoga połączyła Sojuza z kompleksem orbitalnym i przeszła na jego pokład. Dokowanie ze stacją opóźniono, gdy komputer pokładowy Argon ustalił, że nastąpiłoby poza zasięgiem radiowej łączności z kontrolą lotów. Kowalonok i Sawinych spędzili w kosmosie podczas tej wyprawy 2,5 miesiąca. W tym czasie kosmonauci przyjęli dwie międzynarodowe załogi programu Interkosmos. Pod koniec marca Sojuza 39 z załogą: Władimir Dżanibekow, Żugderdemidijn Gurragczaa (Mongolia). W maju byli to Leonid Popow i Dumitru Prunariu z Rumunii, którzy dotarli na statku kosmicznym Sojuz 40. Podczas lotu kosmonauci zrealizowali program badań zasobów naturalnych Ziemi, eksperymenty technologiczne i obserwacje astrofizyczne oraz badania  medyczno-biologiczne. 26 maja 1981 załoga powróciła na Ziemię lądując w odległości około 120 km SE od Żezkazganu.